# Jour de l'Union (Birmanie)
Le Jour de l'Union (birman : ပြည်ထောင်စုနေ့) est un jour férié en Birmanie célébré le 12 février, marquant l'anniversaire de l'accord historique de Panglong en 1947,.